# Diusse
Diusse é uma comuna francesa na região administrativa da Nova Aquitânia, no departamento dos Pirenéus Atlânticos. Estende-se por uma área de 5,35 km². Em 2010 a comuna tinha 148 habitantes (densidade: 27,7 hab./km²).